# Winter-Paralympics 1988/Eisschlittenrennen
Bei den IV. Winter-Paralympics wurden zwischen dem 17. und 24. Januar 1988 in Innsbruck 12 Wettkämpfe im Eisschlittenrennen ausgetragen.

## Medaillenspiegel
| Platz | Land           | Goldmedaille | Silbermedaille | Bronzemedaille | Gesamt |
| ----- | -------------- | ------------ | -------------- | -------------- | ------ |
| 1     | Norwegen       | 8            | 10             | 8              | 26     |
| 2     | Österreich     | 4            | 2              | 3              | 9      |
| 3     | BR Deutschland | –            | –              | 1              | 1      |

## Klassifizierungen
| Klasse | Einstufungen |
| ------ | --- |
| Gr I   | Sitzend, Querschnittlähmung mit keiner oder nur eingeschränkter Oberbauchfunktion und fehlendem Sitzgleichgewicht |
| Gr II  | Sitzend, Querschnittlähmung mit Sitzgleichgewicht                                                                 |

## Frauen

### Gr II
| Disziplin | Gold               | Silber             | Bronze       |
| --------- | ------------------ | ------------------ | ------------ |
| 100 m     | Ragnhild Myklebust | Sylva Olsen        | Kirsti Hoøen |
| 500 m     | Sylva Olsen        | Ragnhild Myklebust | Kirsti Hoøen |
| 700 m     | Ragnhild Myklebust | Sylva Olsen        | Kirsti Hoøen |
| 1000 m    | Ragnhild Myklebust | Sylva Olsen        | Kirsti Hoøen |

## Männer

### Gr I
| Disziplin | Gold       | Silber         | Bronze         |
| --------- | ---------- | -------------- | -------------- |
| 100 m     | Felix Karl | Josef Greil    | Hans J. Gruber |
| 300 m     | Felix Karl | Josef Greil    | Terje Johansen |
| 500 m     | Felix Karl | Terje Johansen | Josef Greil    |
| 700 m     | Felix Karl | Terje Johansen | Josef Greil    |

### Gr II
| Disziplin | Gold           | Silber              | Bronze              |
| --------- | -------------- | ------------------- | ------------------- |
| 100 m     | Knut Lundstrøm | Rolf Einar Pedersen | Erik Sandbraaten    |
| 500 m     | Knut Lundstrøm | Erik Sandbraaten    | Rolf Einar Pedersen |
| 1000 m    | Knut Lundstrøm | Erik Sandbraaten    | Rolf Einar Pedersen |
| 1500 m    | Knut Lundstrøm | Erik Sandbraaten    | Atle Haglund        |